# Teatro del Pavone
Il teatro del Pavone di Perugia, situato in Piazza della Repubblica, è uno dei principali teatri della città, curato dall'istituzione detta "Accademia del Teatro del Pavone".

## Storia

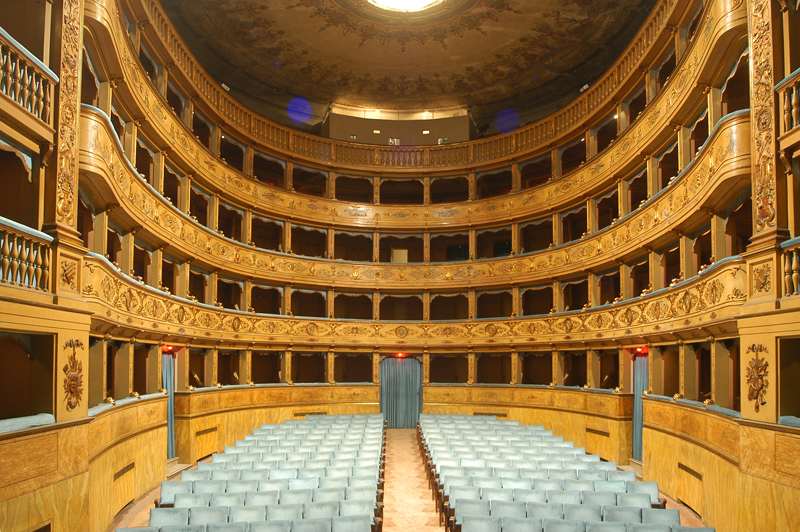
L'interno del teatro

Edificato nel 1717 per volontà dei nobili fondatori dell'Accademia del Pavone inizialmente con struttura in legno demolita e nel 1765 sostituita in muratura su progetto di Pietro Carattoli, architetto e pittore, sul modello del Teatro Argentina di Roma.
Inizialmente costruito in legno, sul sito della vecchia "Locanda degli Ebrei" di proprietà di Silvio Vermiglioli, presentava quattro ordini composti di 67 palchetti, il quinto ordine di palchetti venne trasformato in Loggione. Nel 1772 Francesco Appiani decora il Sipario con l'immagine di "Turrena in atto di ammirare il trionfo della dea Giunone" divinità identificata con il simbolo del Pavone, da qui il nome del teatro che sorge in prossimità di un antico tempio anticamente dedicato alla dea. L'opera sarà affiancata nel 1814 da Gaspare Coccia con la "riedificazione di Perugia da parte di Augusto". Nel 1816 fu costruito un piccolo portico. Nel 1820 gli Accademici decisero di ampliare il teatro acquistando una parte del palazzo Graziani. Nel 1831 venne inaugurato una nuova platea mobile che posta all'altezza del palcoscenico la trasformava in una grande sala da ballo. Nel 1858 il Bonazzi lo identificò come struttura più efficace per il teatro di prosa.
Dal 1940 a 2012 il teatro è stato adibito anche per spettacoli cinematografici.
Numerose furono anche le manifestazioni come il grande veglione tenutosi il 7 ottobre 1860 per solennizzare l'annessione di Perugia al Regno d'Italia. Il Teatro del Pavone oggi è una struttura destinata a più funzioni, quali eventi, manifestazioni culturali

### Prime rappresentazioni
- 1773 – Serata di Carnevale
- Dal 1838 al 1858 – Lucia di Lammermoor, Gemma di Vergy, I due Foscari, L'Ernani, Don Pasquale, L'Italiana in Algeri, L'Attila in Aquileia
- Dal 1875 – Eleonora Duse
- Dal 1906 al 1917 – Ermete Novelli
- 1914-1915 – Ermete Zacconi